# マクマホン・ファイル (映画)
『マクマホン・ファイル』（原題:The Last Thing He Wanted）は2020年に配信された米英合作のスリラー映画である。監督はディー・リース、主演はアン・ハサウェイが務めた。本作はジョーン・ディディオンが1996年に上梓した同名小説を原作としている。

## 概略
ジャーナリストのエレナ・マクマホンはニカラグアで反共ゲリラ、コントラの活動を取材していた。しかし、政府高官が圧力をかけてきたために、エレナはコントラの取材を一時やめることを余儀なくされた。そんな折、エレナの元に父親のリチャードが急病で病院に搬送されたという一報が飛び込んできた。エレナが病院へ急行したところ、リチャードは「俺はもう動けないが、どうしてもやり遂げなければならない取り引きがある。俺の代わりにお前がやってくれないか」と頼んできた。
当初、リチャードの話に乗り気でなかったエレナだったが、リチャードが中米での武器取引に関与している可能性があることを知り、頼みを引き受けることにした。しかし、そこにはエレナが想像していた以上に恐ろしい陰謀が存在していた。

## キャスト
※括弧内は日本語吹替
- エレナ・マクマホン - アン・ハサウェイ（甲斐田裕子）
- トリート・モリソン - ベン・アフレック（森川智之）
- アルマ・ゲレロ - ロージー・ペレス（ちふゆ）
- リチャード・ディック・マクマホン - ウィレム・デフォー（多田野曜平）
- ジョーンズ - エディ・ガテギ（荒井勇樹）
- バリー・セドロウ - メル・ロドリゲス（北川勝博）
- キャット・マクマホン - オナタ・アプリール
- ポール・シュスター - トビー・ジョーンズ（宮崎敦吉）
- マックス・エパーソン - カルロス・レアル
- ジョージ・シュルツ - ジュリアン・ギャンブル

## 製作
2017年9月17日、ディー・リース監督がジョーン・ディディオンの小説『マクマホン・ファイル』の映画化に着手したと報じられた。2018年2月18日、アン・ハサウェイの起用が発表された。6月1日、ウィレム・デフォーが本作に出演するとの報道があった。7月、ベン・アフレック、トビー・ジョーンズ、ロージー・ペレス、エディ・ガテギ、メル・ロドリゲス、カルロス・レアルがキャスト入りした。10月31日、タマール＝カリが本作で使用される楽曲を手掛けることになったと報じられた。

## 公開・マーケティング
2018年5月、Netflixが本作の配信権を獲得したとの報道があった。2020年1月23日、本作のオフィシャル・トレイラーが公開された。27日、本作はサンダンス映画祭でプレミア上映された。

## 評価
本作は批評家から酷評されている。映画批評集積サイトのRotten Tomatoesには33件のレビューがあり、批評家支持率は6%、平均点は10点満点で2.85点となっている。サイト側による批評家の見解の要約は「『彼が決して望まなかったこと』という原題宜しく、ほとんどの観客にとっても『マクマホン・ファイル』は絶対に鑑賞したくない作品であろう。」となっている。また、Metacriticには16件のレビューがあり、加重平均値は35/100となっている。